# Wye Marsh
Wye Marsh är en sumpmark i Kanada.   Den ligger i provinsen Ontario, i den sydöstra delen av landet, 300 km väster om huvudstaden Ottawa.
Omgivningarna runt Wye Marsh är en mosaik av jordbruksmark och naturlig växtlighet. Runt Wye Marsh är det ganska glesbefolkat, med 35 invånare per kvadratkilometer.